# 徐州市矿山医院
徐州市矿山医院，是中国江苏省的一所医院，为二级甲等医院，位于徐州市卧牛山。

## 规模
徐州市矿山医院总床位340张，日门诊量56人次。